# Indijanski jezici
Indijanski jezici (eng. Amerindian languages; Port. Línguas ameríndias; Sp.Lenguas amerindias) naziv je koji obuhvaća sve jezike američkih Indijanaca koji se govore, ili su se govorili, na području od arktičke Kanade i Aljaske preko američkog kopna (uključujući i Zapadnoindijske otoke) na jug do Ognjene zemlje i otočića južno od nje.
Hrvatske riječi indijanskog podrijetla su primjerice: Eskim, rakun, tobogan, tomahavk, totem, avokado, kakao, čili, čokolada, kojot, ocelot, tekila, koka, kokain, kondor, ljama, pampa, gvanako, vikunja, iglu, kajak, kasik, kajman, kanu, ajahuaska, kasava, iguana, mangrovi, papaja, hemok, savana, aguti, kapibara, kuguar, jaguar, jaguarundi, manioka, pirana, tapioka, puma, tapir, alpaka, kanibal, sekvoja, tamarin.
Važnost Indijanaca u suvremenom oblikovanju kulturalne geografije Amerike razvidno se pokazuje po imenima američkih rijeka, planina, gradova i država. Prvi bijeli došljaci u Ameriku nadjenuli su imena većini istočnih područja po imenima iz Staroga svijeta. Američke zemlje postale su Nova Grenada, New York, Nova Scotia, Novi Brunswick i Nova Engleska. Britanski kolonisti su nekim drugim novim područjima dali nazive po imenima suverena, kojima su željeli iskazati počast ili im polaskati, poput Marylanda, Sjeverne i Južne Karoline, Georgije, Alberte i Virginije. Španjolci su uobičavali rabiti imena svetaca prije negoli suverena, poput San Francisca, Santo Dominga, San Antonia i San Diega.
Isprva je izgledalo kako će indijanska imena uskoro u potpunosti nestati i da će se zemljovid Amerike u potpunosti čitati poput temeljito ispremiješanog zemljovida Starog svijeta. Međutim, baš nasuprot, indijanska imena su često pokazala veliku žilavost. Od samog početka, ime Massachusettsa se ustalilo, poput imena mnogih manjih mjesta: Nantucket, Roanoke, Tallahassee, Poughkeepsie i Oswego. Kako su se kolonisti pomicali prema zapadu, puno su manje rabili strana imena i zadržavali indijanska, bilo da su usvojili postojeće indijanske nazive za mjesta, poput Chicaga, Minnesote i Tennesseeja, bilo da su prihvatili imena Indijanaca koji su živjeli na tom području poput Kansasa, Dakote, Utaha i Teksasa. Čak i nakon tri stoljeća kao španjolska kolonija pod imenom Nova Španjolska, Meksiko je ponovno uzeo svoje staro indijansko ime nakon što je 1821. godine izborio neovisnost.

## Broj govornika
Ukupno oko 30 610 387 ljudi govori indijanskim jezicima.
- Kanada - 200 725 (6% od ukupnog stanovništva), najviše cree (120 000)[2]
- SAD - 373 949, najviše navajo (170 822)[3]
- Meksiko - oko 6 000 000, najviše nahuatl (1 376 026)[4]
- Gvatemala - 3 186 429 (42.8% od ukupnog stanovništva), najviše k'iche' majanski (1 000 000)
- Peru - 3 750 492 (35% od ukupnog stanovništva), najviše kečuanski (3 177 938) i ajmarski (440 380)
- Ekvador - oko 2 469 605 (9.4% od ukupnog stanovništva), najviše kečuanski (2 300 000)
- Panama - 194 269 (8.3% od ukupnog stanovništva), najviše guaymi (170 000)
- Paragvaj - 4 700 000 (više od 90% od ukupnog stanovništva), najviše guarani (4 650 000)[5]
- Bolivija - 3 918 526 (43.09%), 2 739 407 (30.12%) su dvojezični (i španjolski i indijanski), ukupno 6 657 933 (73.21%); najviše kečuanski (2 281 198) i ajmarski (1 525 391)
- Belize - 44 519 (15.2%), najviše q'eqchi' majanski (17 581)[6]
- Kostarika - 38 550, najviše buglere (18 000)
- Salvador - 20, najviše pipil (20), nešto doseljenika iz Gvatemale govori poqomam majanskim
- Honduras - 175 400, najviše garifuna (146 000)[7]
- Nikaragva - 162 624, najviše miskito (154 400)
- Kolumbija - 850 000, najviše guahibo (23 006)[8]
- Venezuela - 288 496, najviše wayúu (170 000)
- Argentina - 1 165 570, najviše kečuanski (800 000), guarani (200 000) i mapuche (100 000)[9]
- Brazil - 71 550, najviše nheengatu (19 000), kaingang (18 000) i terena (16 000)
- Čile - 214 556, najviše mapuche (200 000)[10]
- Gvajana - 45 700, najviše macushi (18 000), wapishana (13 000) i kapóng (10 000)
- Surinam - manje od 15 000, samo jezici iz obitelji carib i arawak
- Francuska Gvajana - više od 5 000, najviše iz obitelji carib (manje od 3 000), arawak (par stotina) i iz obitelji tupi-guarani jezici wayampi (manje od 1 200) i emerillon (400)
- Antigva i Barbuda, Bahami, Barbados, Kuba, Dominika, Dominikanska Republika, Grenada, Haiti, Jamajka, Sveti Kristofor i Nevis, Sveta Lucija, Sveti Vincent i Grenadini, Trinidad i Tobago, Urugvaj - 0 (0%)

## Klasifikacija
Indijanski jezici klasificirani su u više velikih jezičnih porodica u čemu su svoj izuzetan doprinos dali pioniri u klasifikaciji indijanskih jezika i naroda John Wesley Powell (1834-1902), Edward Sapir (1884–1939), Franz Boas (1858–1942), Čestmír Loukotka (1895-1966), Paul Rivet, J. Alden Mason (1885—1967; zvan i John Alden Mason), Alexander F. Chamberlain i mlađi znanstvenici. 
Broj indijanskih jezika nije poznat kao ni sam broj porodica kojima ti jezici pripadaju, jer su mnogi jezici nestali, neki su neispitani, a također se od raznih jezikoslovaca različito klasificiraju.  Na području Sjeverne i Srednje Amerike nalazimo Velike jezične porodice Hokan, Na-Déné, Penutian, Aztec-Tanoan, Makro-siuski, Macro-Algonquian, Oto-Manguean, Mayan, i dijelove Velike porodice Macro-Chibchan, te mnoge malene izolirane porodice i neklasificirane jezike.
Na području Južne Amerike nalazimo dvije gigantske Velike porodice andsko-ekvatorijalnu i Ge-Pano-Carib. I dvije velike porodice na području Srednje i Južne Amerike Macro-Oto-Manguean i dijelove porodica Macro-Chibchan. Uz ove mega-jezične porodice nalazimo na području obiju Amerika bezbrojne malene porodice i mnoge izolirane i neklasificirane jezike.

## Powelowa lista
Powellova lista (1891) za Sjevernu Ameriku (sjeverno od Meksika):
Adaizan, Algonquian, Athapascan, Attacapan, Beothukan [Newfoundland], Caddoan, Chimakuan, Chimarikan, Chimmesyan, Chinookan, Chitimachan, Chumashan, Coahuiltecan, Copehan, Costanoan, Eskimauan, Esselenian, Iroquoian, Kalapooian, Karankawan, Keresan, Kiowan, Kitunahan, Koluschan, Kulanapan, Kusan, Lutuamian, Mariposan, Moquelumnan, Muskhogean, Natchesan, Palaihnihan, Piman, Pujunan, Quoratean, Salinan, Salishan, Sastean (Shastan), Shahaptian, Shoshonean, Siouan, Skittagetan, Takilman, Tanoan, Timuquanan, Tonikan, Tonkawan, Uchean, Waiilatpuan, Wakashan, Washoan, Weitspekan, Wishoskan, Yakonan, Yanan, Yukian, Yuman, Zuñian.

## Južnoameričke porodice 108 (Rivet i Loukotka)
Akonipa, Alakaluf, Amniapé, Amueša, Andoke, Araukan, Arawak, Arikem, Atakama, Atal'an (Tal'an), Auaké, Auiširi, Ajmará, Ajmoré, Bororó, Čapakura, Čarrúa, Čečehet, Čibča, Čikito, Čirino, Čon, Koroado, Diagit, Esmeralda, Fulnio, Gamella, Gorgotoki, Guahibo, Guamo, Guarauno, Guató, Guajkurú, Huari, Huarpe, Humaguaka, Itonama, Kahuapana, Kaingán, Kaliána, Kamakán, Kamsá, Kañari, Kaničana, Kapišana, Karažá, Karipska, Kariri, Katawiši, Katukina, Kajuvava, Kičua, Kopal'en, Kukurá, Kul'i, Leko, Maku, Makuráp, Mašakali, Maskoi, Mašubi, Matako-Maká, Matanawí, Majna, Mobima, Moseten, Mučik, Muniče, Múra, Nambikwára, Natú, Opaie, Otí, Otomak, Pankarurú, Pano, Patašo, Puelče, Puinave, Puruborá, Puruhá, Sáliba, Samuku, Širiana, Šokó, Ssabela, Ssimaku, Šukurú, Tarairiru, Taruma, Timote, Tinigua, Trumai, Tukáno (Betoja), Tupi-Guarani, Tušá, Vilela, Witóto, Xíbaro, Xiraxara, Jabutí, Jahgan, Jaruro, Jurakáre, Juri, Zaparo, Že.

## Južnoamerički izolirani jezici
Campbell, 1997
aikana, andoque, baenan, betoi, camsa, candoshi, cayuvava, chiquitano, cofan culle, cumza, esmaralda, fulnio, gamela, gorgotoqui, guamo, guato, huamo, irantxe, itonama, jeiko, joti, kapixana, kariri, kaweskar, koaya, kukura, leco, lule, maku, mapudungu, matanawi, movima, munichi, natu, ofaye, omurano, oti, pankararu, puelche, puquina, rikbaktsa, sabela, sechura, tarairiu, taushiro, ticuna, trumai, Tuxa, urarina, vilela, warao, xoko, xukuru, yagan, yaruro, yuracare, yuri, yurumangui
Ethnologue, 2005
andoque, camsa, candoshi-shapra, canichana, cayubaba, itonama, leco, movima, muniche, paez, pankararu, puelche, puinave, taushiro, ticuna, tinigua, trumai, tsimane, tuxa, urarina, waorani, warao, yamana, yuracare.

## Južnoamerički nekalsificirani jezici
Ethnologue, 2005
abishira, agavotaguerra, aguano, amikoana, arara mato grosso, cagua, carabayo, chipiajes, coxima, himarima, iapama, kaimbe, kamba, kambiwa, kapinawa, karahawyana, kariri-xoco, kohoroxitari, korubo, kunza, miarra, natagaimas, pankarare, papavo, pataxo-hahaai, pijao, pume, puquina, tapeba, tingui-boto, tremembe, truka, uamue, uru-pa-in, wakona, wasu, xukuru, yari, yuwana

## Vanjske poveznice
- Amerind: Greenberg 1987
- South American Indian Language Groups
- Alain Fabre
- Native Languages of the Americas
- Norman A. Mcquown, The Indigenous Languages of Latin America
- Linguistic Classification of American Indians  Arhivirana inačica izvorne stranice od 30. travnja 2011. (Wayback Machine)
- Vocabulários e dicionários de línguas indígenas brasileiras
- Lenguas Amerindias